# ذا كلاش
ذا كلاش كانت فرقة روك إنجليزية نشطت في الفترة من عام 1976 إلى 1986. تعد من أشهر وأنجح الفرق لموسيقى البنك في أواخر السبعينات. وقد قاموا أيضاً بدمج موسيقى البنك بالريغيه، وموسيقى الرقص، والجاز، والسكا، بالإضافة إلى العديد من الأنواع الموسيقية الأخرى.

## أعضاء الفرقة

### الأعضاء الرئيسيون
- جو سترومير (Joe Strummer): مغنٍ وعازف قيثارة
- ميك جونز (Mick Jones): مغنٍ وعازف قيثارة
- بول سمونون (Paul Simonon): مغنٍ وعازف بيس
- توبير هيدون (Topper Headon): قارع الطبول

### الأعضاء الآخرون
- توري كرايمز (Tory Crimes): طبال
- كيث ليفين (Keith Levene): عازف قيثارة
- روب هاربير (Rob Harper): طبال
- نيك شيبارد (Nick Sheppard): مغنٍ وعازف قيثارة
- فينس وايت (Vince White): عازف قيثارة
- بيت هاوارد (Pete Howard): طبال

## جو سترومير
ولد جو سترومير في 21 أغسطس 1952، في أنقرة (تركيا) سمي جون ميلور. جاء بالاسم سترومير لاحقا لأنه أراد تأكيد الطريقة البسيطة التي كان يعزف القيثارة بها. بدأ العزف في فرقة تسمى «ذا فولتشورز» في نيوبورت، ويلز، في بداية السبعينات، ولكنه شكّل فرقة لاحقا تدعى «101 أول ستارز» (The 101ers). توفي جو سترومير في إنجلترا في 22 ديسمبر 2002.

## ميك جونز
ولد ميك جونز في 26 يونيو 1955، في لندن، وقد انضم إلى عدة فرق مثل فريق ديلينكوينتس، وليتل كوينيز، ولندن SS، قبل الانضمام إلى ذا كلاش. في بداية عام 1976، انفصلت فرقة لندن SS، فالتحق ميك بكلية فنون هاميرسميث. بعدما انتقل إلى منطقة شيفيردس بوش في غرب لندن، قابل بول سمونون، فشكّلا فرقة اسمها «ذا هارتدروبس»، مع عازف القيثارة كيث ليفين.

## بول سمونون
ولد بول سمونون في 15 ديسمبر 1956، في لندن، وقد كان عازف قيثارة البيس للفرقة. ترعرع في حي بريكستون في لندن، حيث الأغلبية الجاميكية. انضم إلى فرقة ذا كلاش في عام 1976 بعدما طلب ميك جونز منه ذلك.

## توبير هيدون
ولد توبير هيدون في 30 مايو 1955، في بروملي، كنت، وقد كان طبال الفرقة. قبلما تختار الفرقة هيدون بحثت عن طبالين آخرين مثل توري كرايمز الذي سجل ألبوم الفرقة المسمى على اسمها "The Clash".

## الأعمال الموسيقية
- The Clash
- Give 'Em Enough Rope
- London Calling
- Sandinista
- Combat Rock
- Cut the Crap

## الأعمال السينمائية
- Rude Boy (عام 1980)
- Westway to the World (عام 2000)

## وصلات خارجية
- ذا كلاش على موقع IMDb (الإنجليزية)
- ذا كلاش على موقع الموسوعة البريطانية (الإنجليزية)
- ذا كلاش على موقع ميوزك برينز (الإنجليزية)
- ذا كلاش على موقع رولينغ ستون (الإنجليزية)
- ذا كلاش على موقع أول ميوزيك (الإنجليزية)
- ذا كلاش على موقع ديسكوغز (الإنجليزية)

- الموقع الرسمي